# Distretto di Huaros
Il distretto di Huaros è uno dei sette distretti della provincia di Canta, in Perù. Si trova nella regione di Lima e si estende su una superficie di 333,45 chilometri quadrati.
Istituito il 30 dicembre 1944, ha per capitale la città di Huaros.